# Reprodukční bariéra

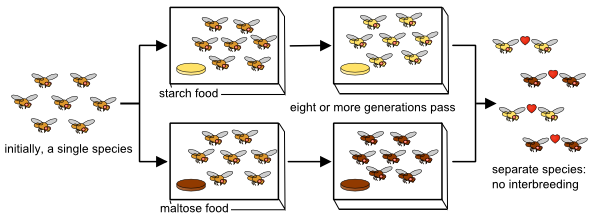
Experiment Diany Dodd demonstrující speciaci octomilek. Populace octomilek byla rozdělena na dvě, jedna byla krmena potravou na bázi škrobu, druhá sladovým cukrem. Po osmi generacích se octomilky pářily pouze se členy své skupiny

Reprodukční bariéry jsou jakékoliv vlivy znemožňující křížení dvou rozdílných druhů, ať už jde o rozdíly ve fyziologii, chování nebo rozdílné volbě samic, případně neumožňují produkování plodných potomků. Vzhledem k tomu, že na základě reprodukčních bariér je definován druh, jsou reprodukční bariéry (zmírňováním genového toku) zodpovědny za vznik a udržování biologických skupin s rozdílnou charakteristikou, tedy za speciaci. Pokud je mezi dvěma druhy reprodukční bariéra, nacházejí se v reprodukční izolaci. Tendence druhů se reprodukčně izolovat je někdy také nazývána Wallaceův efekt.
Existuje mnoho přístupů ke klasifikaci mechanismů reprodukční izolace. Zoolog Ernst Mayr rozdělil její vznik do dvou skupin: ty, které vznikají před oplodněním (nebo v případě pre-kopulačních organismů před pářením) a ty které vznikají až po něm. Biologové je podle stádia vývoje společného potomka označují jako pre-zygotické a post-zygotické mechanismy.
Rozdílné mechanismy reprodukční izolace jsou geneticky podmíněné a bylo experimentálně ukázáno, že se tak mohou vyvinout do dvou druhů žijících v sympatrii (pak se jedná o sympatrickou speciaci) nebo začnou využívat rozdílné evoluční strategie a nastane speciace alopatrická.

## Prezygotické reprodukční bariéry
Vznik pre-zygotických reprodukčních bariér je často důsledkem přirozeného výběru, jelikož látky z prostředí nejsou plýtvány na sterilní či slabé jedince

### Izolace rozdílným biotopem či dobou páření
Reprodukční bariéry tohoto typu vznikají na základě rozdílných biotopů, rozdílnou dobou pohlavní dospělosti nebo kvetení, nebo fyzickou bariérou zabraňující genovému toku mezi dvěma skupinami (nejčastější případ).
Příkladem ekologických rozdílností mohou být Gasterosteidae (koljuškovití). Jeden druh žije celý rok v čisté vodě, většinou ve slabých proudech. Jiný druh žije během zimy v moři, ale na jaře migruje k reprodukci na sever do řek. Toto rozdělení je produktem evoluce různých nik, kdy se každá skupina přizpůsobila na prostředí s určitou salinitou.
U rozdílné doby paření se setkáváme se speciací například u ropuchy americké (Bufo americanus) a ropuchy Fowlerovy (Bufo fowleri). V laboratoři mohou tyto dva druhy bez problému plodit plodné potomky. Území výskytu těchto druhů se sice překrývá, nicméně Bufo americanus se páří v brzkém létě, zatímco Bufo fowleri až v pozdním. Některé rostliny jako Tradescantia canaliculata a T. subaspera se s konkurencí vypořádaly rozdílnou dobou kvetení, kromě toho si rozdělily slunné a stinné oblasti.

### Izolace rozdílným chováním
Pro většinu zvířat fungují jako velmi silná bariéra mezi i velmi podobnými druhy rozdílné námluvní rituály. U mnoha pohlavních druhů partneři investují mnoho času na vyhledání geneticky blízkého jedince. 

"Svatební tance", zpěvy samců či vzájemný grooming jsou všechno příklady námluv, které slouží ke vzájemnému poznání druhu, a to často i na základě velmi komplexních klíčů - biologové často popisují mnohaúrovňové zvyky, přičemž se samice rozhodnou pářit se samci, pokud projdou, a správně propojí, všechna "poznávací znamení" (tím se mnohanásobně zvyšuje šance na plození plodných potomků). 
Že jsou námluvní rituály působením evoluce proti nadměrnému genovému toku je jasné i z toho, že některé druhy jako kobylky rodu Chorthippus jsou morfologicky téměř identické. . U octomilky obecné a Drosphila simulans je to důvodem, proč jsou považovány za rozdílné druhy (jsou to druhy dvojčecí), jejich páření se nepovedlo navodit ani laboratorně. Jiným příkladem jsou melanesijské dvojčecí druhy Drosophila ananassae a D. pallidosa, které ve volné přírodě plodí potomky jen výjimečně. Protože jediné rozdílnosti byly nalezeny na chromosmu II, je to zřejmě důsledkem volby samic.
U izolace hmyzu hrají důležitou roli feromony, speciální látky, které používá hmyz k rozlišení druhu podobně jako savci rozdílné pachy (kde je ale kvůli menšímu rozšíření často důležitější, aby se nekřížili s příbuznými jedinci).
Jak ukazuje výzkum u octomilek obecných, rozdílné látkové složení feromonů zapříčiňuje také větší dimorfismus. Z toho, že jsou feromony tím odlišnější, čím vzdálenější uvažované druhy jsou, lze pozorovat historii speciace hmyzu, která stále probíhá více než genový tok napříč jednotlivými druhy.
Velkou roli hraje izolace způsobená pohlavním výberem například u "noční můry" rodu Ostrinia. V Evropě existují dva vzájemně se příliš nekřížící druhy. Samice obou druhů produkují feromony, které obsahují izomery typu E a Z, ale jedny z 99% využívají feromon E, zatímco druhé feromon Z, míšenci produkují obě látky stejně. Produkce těchto izomerů je u samců i samic obou druhů řízena pouze jedním lokem. Důvodem reprodukční izolace tady je chování samců, kteří téměř výhradně vnímají jen "svoje" feromony.Vnímání feromonů u samců je podmíněno jiným genem, než výroba feromonů, proto vykazují heterozygotní samci mírnou reakci na oba typy feromonů. V tomto případě je etologická izolace výsledkem práce pouze 2 loků.
Sexuální izolace mezi dvěma druhy může být i asymetrická. Taková situace může nastat, pokud se jejich potomek může křížit pouze jedním z druhů. Například polovina testovaných vlků u Velkých jezer měla ve svých mitochondriálních DNA sekvence kojotů, přestože kojoti žádné sekvence vlků nesdíleli. Tato asymetrie je patrně způsobená rozdílnou velikostí - mezidruhové křížení je tedy výhodné pouze pro menší kojoty. Změny se projeví pouze na mitochondriální DNA děděné po matce, protože vlčí geny mezi kojoty znamenají na rozdíl od kojotích mezi vlky značnou výhodu, proto se vlčice s kojotími samci nekříží. [a].

### Mechanická izolace

Květy mnoha krytosemenných druhů jsou přizpůsobeny na přitahování opylovačů (hmyzu, ptáků i savců). Jejich obrovská diverzita tvarů, barev a vůní je výsledkem koevoluce s jejich opylovači. Tato symbióza také mezi rostlinami tvoří reprodukční bariéru

Páření nemusí být úspěšné, pokud je obtížné pohlavní orgány mechanicky spojit. Spojitost mezi reprodukční izolací a tvarem genitálií byla zkoumána roku 1844 francouzským entomologem Léonem Dufourem. Pokud jsou samčí a samičí pohlavní orgány vzájemné komplementární, nazýváme je podle Dufoura ko-specifickými.
Evoluce vedla často k vývoji orgánu s čím dál tím komplexnějším a rozmanitějším vzhledem. Nicméně částečně jde také o izolaci behaviorální, neboť velká část na první pohled zcela odlišných orgánů jsou bezproblémově slučitelné.
Mechanická izolace se nejvýrazněji projevuje v rostlinách, evolučně jde o jednu z výhod dvoudomých rostlin. 

### Gametická izolace
Synchronizované tření mnoha druhů korálů u mořských útesů v bohatém prostředí korálových útesů může naopak pomoci mezidruhovému křížení. Asi třetina všech mezidruhových křížení je kompatibilní, v tom smyslu že gamety splynou a vytvoří individuální hybridy. Hybridizace hraje zásadní roli právě třeba pro korály. Proto většina mezidruhových křížení možná není. Ježovka druhu Strongylocentrotus není schopna ani 100% plodná koncentrace spermatocytů oplodnit více než 1.5% jiných druhů. Takzvaná inkomptibilita gamet je zvláštně četná u mořských obratlovců je z dosud neobjasněného důvodu.
U některých druhů octomilky bylo pozorováno, že je samice oplodněna často zrovna v době kdy měla vaginální otok. Toto by mohla být taktéž účinná obrana proti samcům jiného druhu.
Některé rostlinné pylové váčky mohou zaklíčit a vyrůstat v gyneceu jiného druhu. Nicméně růst pylových tyčinek může být později zdržen ještě před (primárním) oplodněním. Mechanismus takové reprodukční izolace je typický zejméno pro krytosemenné a nazývá se křížová inkompatibilita.

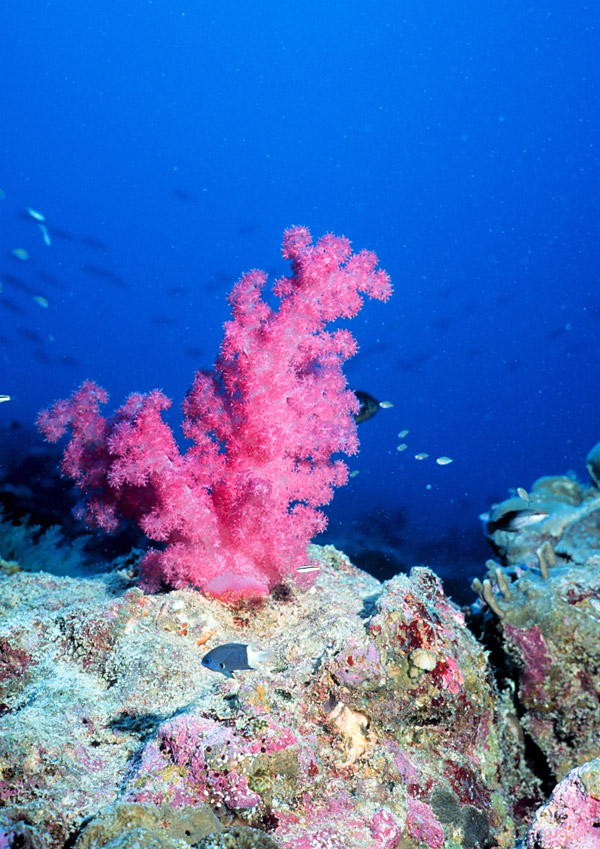
Gametická inkompatibilita je jednou z příčin velké diverzity korálů

## Postzygotická izolace
Níže bude diskutována evoluční snaha o zamezení mezidruhového křížení po úspěšném oplodnění.

### Zygotická mortalita
Zygotická mortalita může hrát roli když je zárodečný vak oplodněn, ale zygota se nezačne dále vyvíjet a následný potomek se nevyvíjí, popřípadě pouze s omezenou životaschopností. Takové případy často nastávají u žab, kde se samičí reakce druh od druhu zásadně liší. Někdy se u hybridního potomka neobjevuje žádná segmentace (což je klíčové pro správnou expresi genů), jindy se sice vyvine, ale zanikne při gastrulaci, případně při pozdních stádiích embryonálního vývoje. Na izolačních strategiích se tedy zřejmě podílejí i geny zodpovědné za embryonální vývoj (nejde jen o ochranné mechanismy matky).
Postzygotické reprodukčněizolační bariéry byly také částečně důvodem, proč se neodehrály předpovídané katastrofické scénáře mutovaných osob po katastrofě v Černobylu - ochranné mechanismy budoucích matek v tu dobu defektního potomka eliminovaly ještě před tím, než si ho mohly všimnout.

### Sterilita hybridů

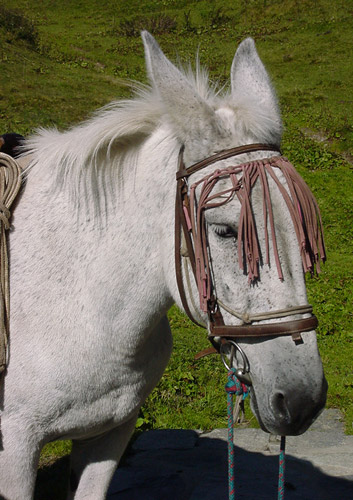
Mulové jsou příkladem hybrida s mezidruhovou sterilitou

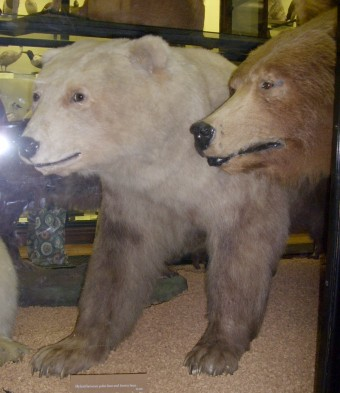
Hybrid polárního a hnědého medvěda

Hybridní jedinci mají většinou stejnou životaschopnost jako čistokrevní, ale bývá často postižena jejich schopnost reprodukce. Ve všech případech je sterilita důsledkem interakce mezi geny těchto dvou druhů. Buďto mají jiný počet chromosomů nebo je sterilita zajištěna nepříznivými interakcemi jádra a cytoplasmy.
Mezkové a mulové jsou kříženci osla a koně. Tito hybridi jsou téměř výhradně sterilní kvůli odlišnému počtu chromosomů, oproti svým rodičovským druhům. Koně i osli náleží rodu Equus, ale  Equus caballus má 64 chromosomů, zatímco Equus asinus jich má pouze 62. Hybridi se 63 chromosomy nebudou mít správně vyváženou meiózu, protože chromosomy neutvoří páry. Proto se ve volné přírodě koně a osli ani nepáří.
U hojně studovaných krytosemmených rostlin jsou mezidruhové reprodukční bariéry zapříčiněny taktéž mezidruhovou sterilitou hybridů, ale předmětem diskuze jsou i cytoplazmaticko-jaderné interakce Na rozdíl od zvířat však může být hybridizace rostlin příčinou speciace. 
protože mohou používat metody asexuální reprodukce, mohou využívat vegetativní rozmnožování nebo apomixii. 

## Selekce za účelem reprodukční izolace
| Generace | Procento hybridů |
| -------- | ---------------- |
| 1        | 49               |
| 2        | 17.6             |
| 3        | 3.3              |
| 4        | 1.0              |
| 5        | 1.4              |
| 10       | 0.6              |

V roce 1950 K. F. Koopman hypotézu účelné reprodukční izolace testoval experimentálně. Ke svému experimentu využíval D. pseudoobscura a D. persimilis. Pokud byly octomilky drženy v prostředí kolem 16 °C, byla přibližně třetina páření mezidruhových. V experimentu bylo vždy vybráno stejně samic a samců a hybridi eliminováni. V průběhu eliminace hybridů se vyjasňuje, že přežívají spíše octomilky, jejichž partnery byly výhradně samci jejich vlastního druhu.  
Sexuální izolace druhu Drosophila miranda a D. pseudoobscura, je silnější v regionech, kde je větší zastoupení jiných druhů stejného rodu.